# Prior Park (anglický park)

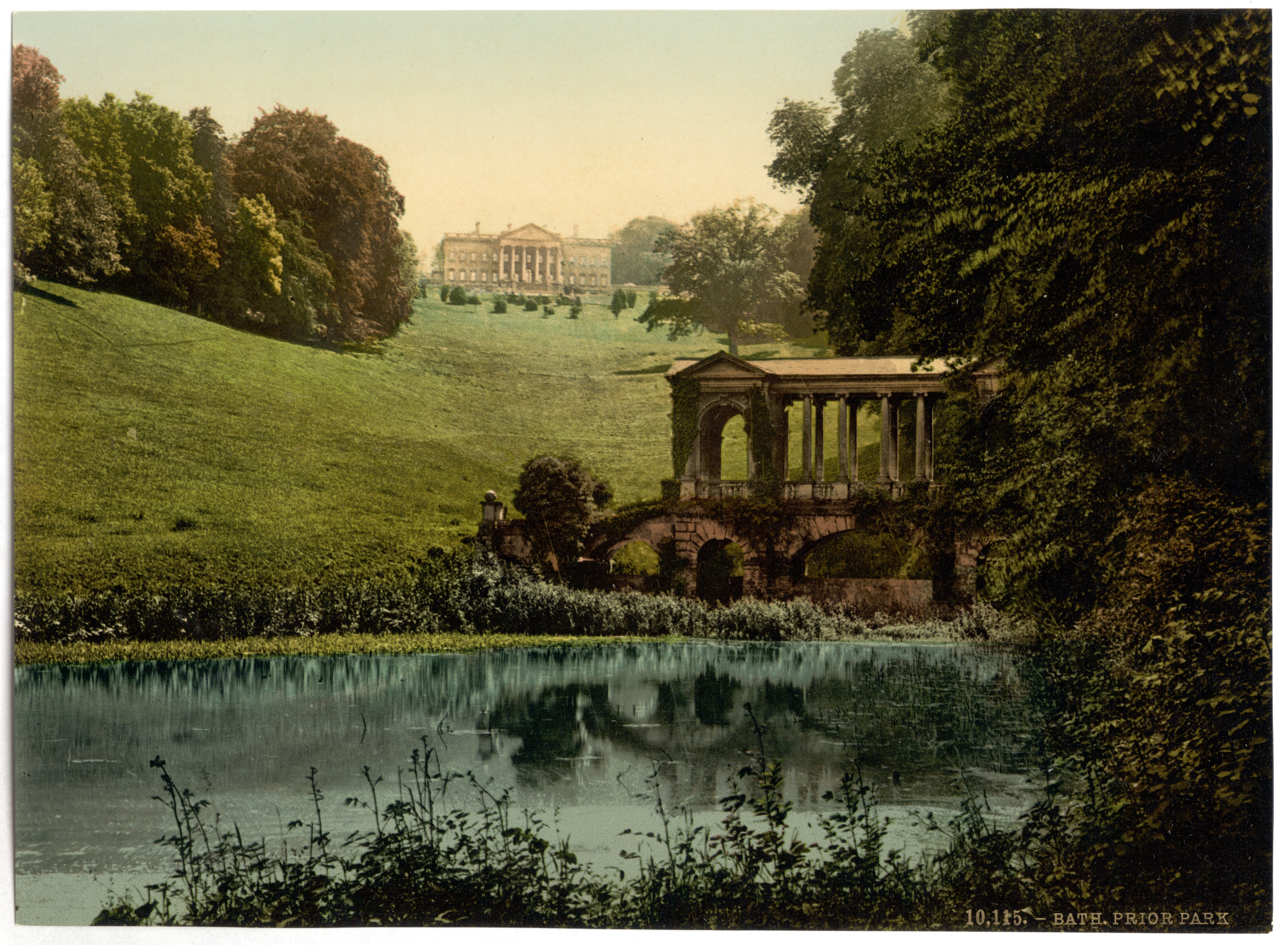
Prior Park v roce 1890.

Prior Park je nepravidelný, přírodně krajinářský park u sídla Prior Park. Jde o parkovou úpravu pozemku z 18. století. Na kompozici parku spolupracoval básník Alexander Pope a zahradník Lancelot 'Capability' Brown. Park je nyní ve vlastnictví společnosti National Trust. Leží na jihu od města Bath, v Somersetu, Anglie. Zahradní úprava místa významně ovlivnila styl zahrad známý jako "Anglický park" v kontinentální Evropě.

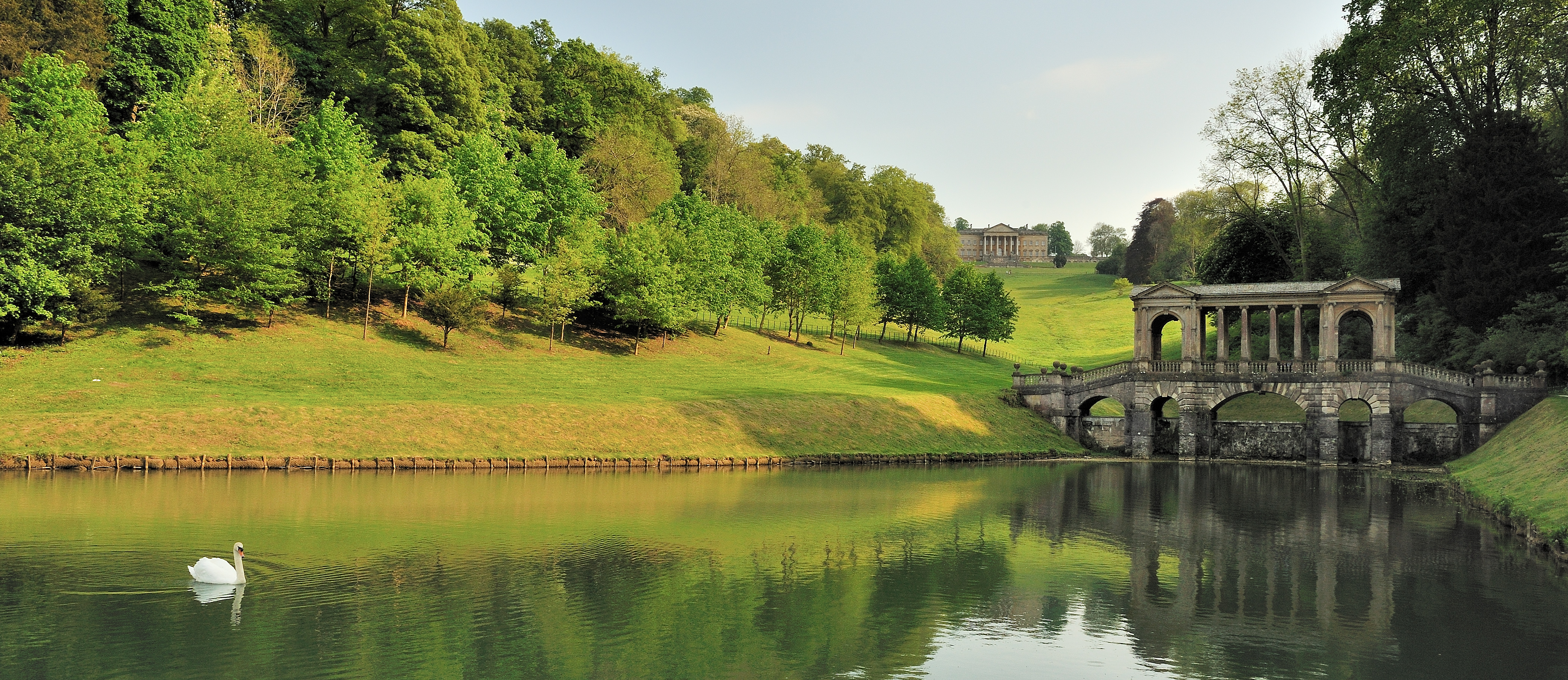
Prior Park v roce 2011.

## Historie
Prior Park byl vytvářen místním podnikatelem a filantropem Ralphem Allenem v letech od 1734 až do jeho smrti v roce 1764, podle záměrů vedených A. Pope, tak L. Brownem.  Úpravy parku lze rozdělit do tří období. Nejdříve byl do roku 1740 vytvořen pravidelný park s trojúhelníkovým půdorysem a romantická část A. Popem jako kontrast. V letech 1750-1759 byly upraveny a vytvořeny vodní nádrže a palladiansky most (Richard Jones, 1755). Úpravy dokončil Lancelot 'Capability' Brown.

## Popis
Pozemek má rozlohu 113000 m2 (28 akrů). Krajina zahrady je dramaticky vytvořena na stráni ubíhající dolů do malého strmého údolí. Umožňuje krásný výhled na město Bath. Je zde mnoho zajímavých objektů, například Palladianský most (jeden z pouze čtyř zbylých na světě), gotický chrám, jeskyně Mrs Allen's Grotto, tři jezera a hadovité jezero (napodobující řeku). Palladianský most je jedním z prvků zcela typických pro park ve stylu "Anglický park".

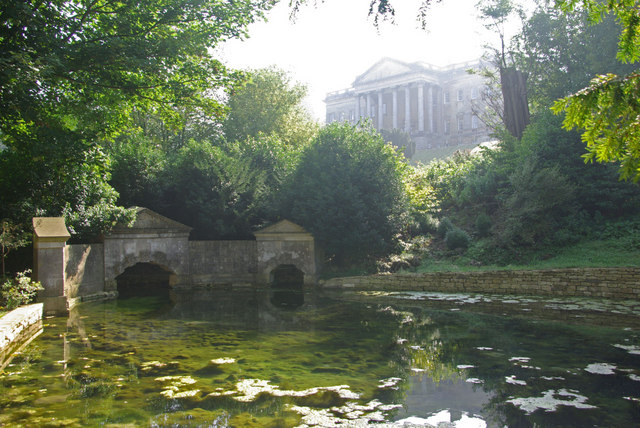

Palladianský most byl klasifikován jako stavba I. stupně v registru architektonicky významných objektů Statutory List of Buildings of Special Architectural or Historic Interest a je hodnocen jako důležitý historický monument označený jako Scheduled monument. Park je zařazen na I. stupeň v seznamu národního registru historických parků a zahrad (National Register of Historic Parks and Gardens) ve Velké Británii.

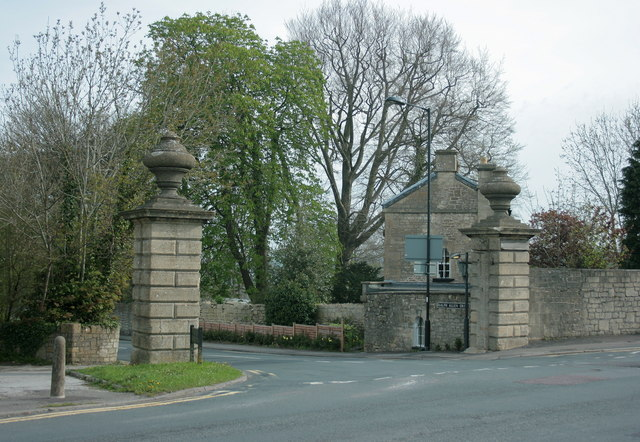
Brána do parku.
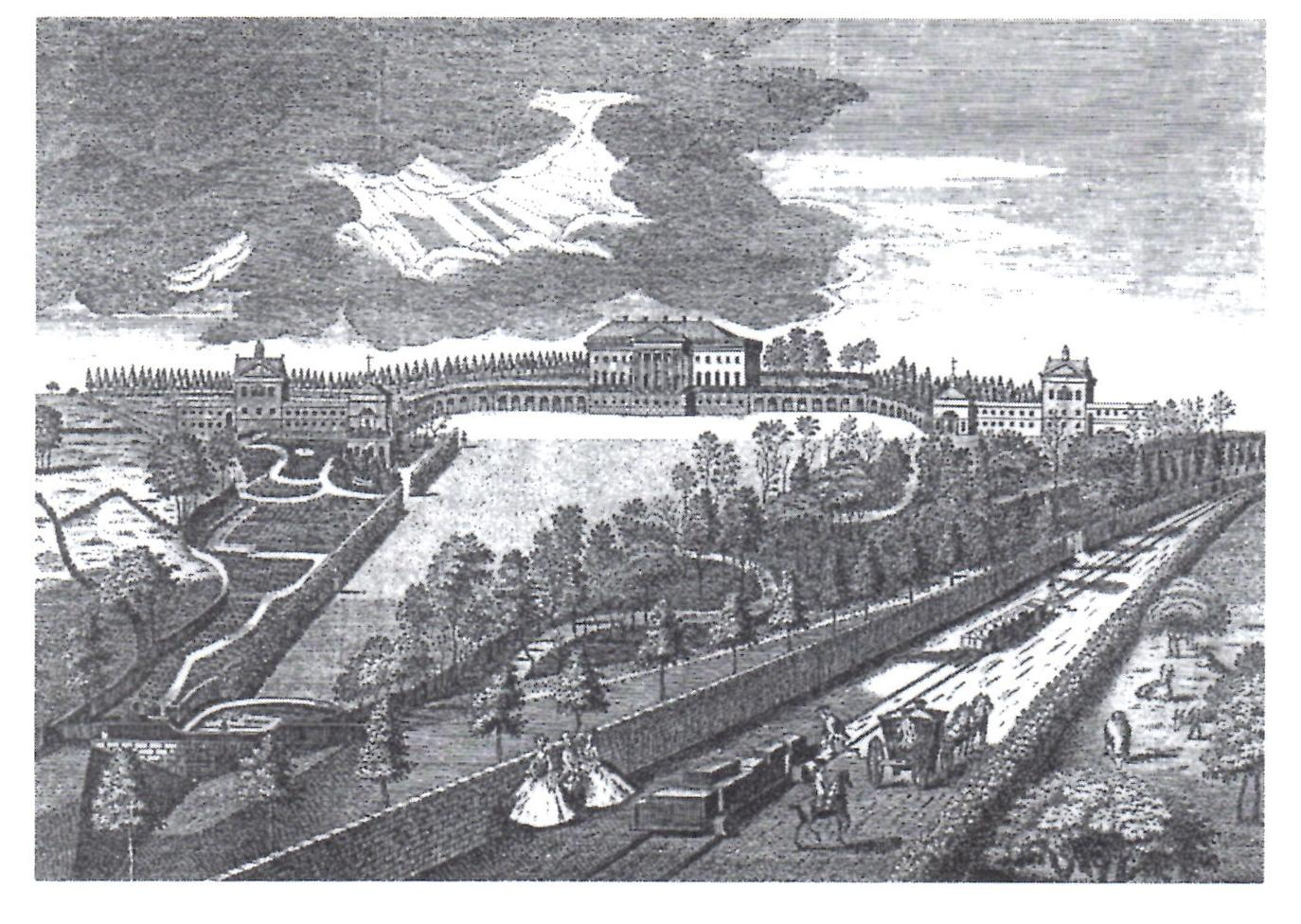
Prior Park a železnice v roce 1750.
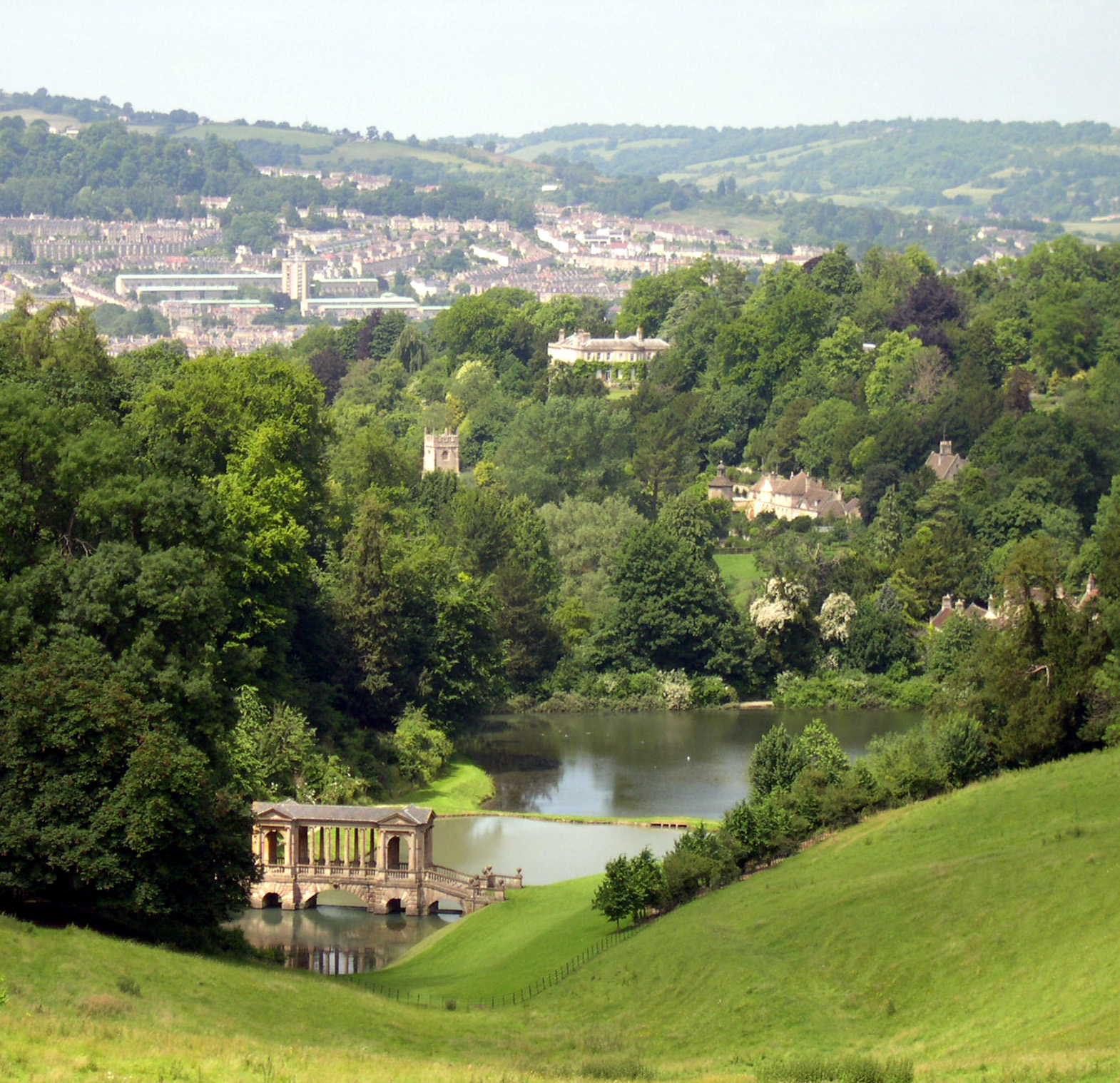
Pohled z Prior Park.
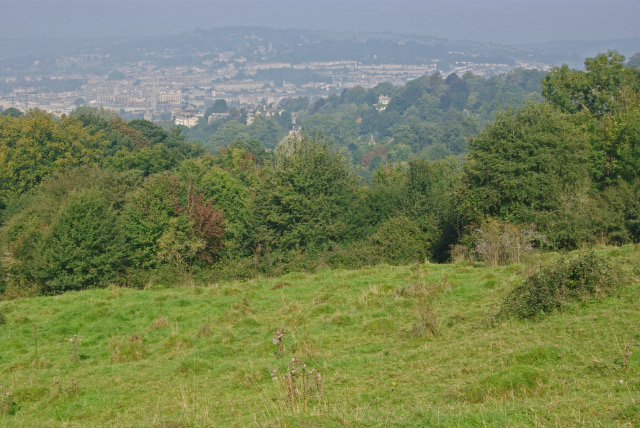
Zahradní úprava v Prior park.

## Obnova
V listopadu 2006 byl zahájen projekt rekonstrukce parku ve velkém měřítku. Úpravy zahrnovaly opravy kaskády, hadovitého jezera a gotického chrámu. Rozsáhlé výsadby se konaly také v roce 2007.